# (4500) Pascal
(4500) Pascal (1989 CL) – planetoida z pasa głównego asteroid okrążająca Słońce w ciągu 5,63 lat w średniej odległości 3,16 j.a. Odkryta 3 lutego 1989 roku.